# Wydział Transportu i Inżynierii Lotniczej Politechniki Śląskiej
Wydział Transportu i Inżynierii Lotniczej Politechniki Śląskiej – jeden z czternastu wydziałów Politechniki. Zatrudnia 88 pracowników badawczo-dydaktycznych, w tym 7 z tytułem naukowym profesora oraz 40 ze stopniem naukowym doktora habilitowanego.

## Historia
Obecny Wydział Transportu i Inżynierii Lotniczej kontynuuje działalność utworzonego w roku akademickim 1969/1970 Oddziału Transportowo-Komunikacyjnego Wydziału Mechaniczno-Energetycznego, który uruchomił dzienne studia inżynierskie na kierunku transport. Kierunek ten obejmował wtedy dwie specjalności: transport i komunikacja kolejowa oraz transport i komunikacja samochodowa. Oddział Transportowo-Komunikacyjny zlokalizowany został w ówczesnej Filii Politechniki Śląskiej w Katowicach, a jego kierownikiem mianowano doc. dr. inż. Eryka Prugara. W roku 1971 powstał Instytut Transportu i Komunikacji, który pełnił funkcję wydziału. W roku 1978 utworzono Wydział Transportu. Pierwszym demokratycznie wybranym dziekanem został w roku 1981 prof. Ludwik Müller. W roku 1984 wydział został zredukowany i powołano Instytut Transportu (kierunkowy). W 1992 roku Instytut Transportu włączono w strukturę nowo utworzonego w Katowicach Wydziału Inżynierii Materiałowej, Metalurgii, Transportu i Zarządzania. W roku 2002 ponownie utworzono Wydział Transportu. Jego dziekanem został prof. Andrzej Wilk, który kierował wydziałem do roku 2008. W latach 2008–2016 dziekanem Wydziału Transportu był prof. Bogusław Łazarz. W latach 2016–2024 dziekanem był dr hab. inż. Piotr Folęga, prof. PŚ. W czasie jego kadencji 1 października 2019 r. zmieniono nazwę wydziału na Wydział Transportu i Inżynierii Lotniczej. Od 1 września 2024 r. dziekanem WTIL jest dr hab. inż. Grzegorz Sierpiński, prof. PŚ. 

## Władze wydziału
Kadencja 2024–2028:
- Dziekan – dr hab. inż. Grzegorz Sierpiński, prof. PŚ
- Prodziekan ds. studenckich i kształcenia – dr hab. inż. Damian Hadryś, prof. PŚ
- Prodziekan ds. nauki i współpracy – dr hab. inż. Andrzej Kubik, prof. PŚ
- Prodziekan ds. infrastruktury i organizacji – dr inż. Adam Mańka

## Struktura wydziału
- Katedra Transportu Drogowego (RT1)
- Katedra Transportu Kolejowego (RT2)
- Katedra Transportu Lotniczego (RT3)
- Katedry Systemów Transportowych, Inżynierii Ruchu i Logistyki (RT4)[2]

## Kierunki studiów
Studia na Wydziale Transportu są prowadzone na kierunku transport (profil ogólnoakademicki) oraz kierunku transport kolejowy (profil praktyczny).
W ramach kierunku transport do wyboru są następujące specjalności:
- transport i spedycja drogowa (na studiach II stopnia)
- eko- i elektromobilność w pojazdach samochodowych (na studiach II stopnia)
- eksploatacja pojazdów samochodowych
- technika i zarządzanie w transporcie samochodowym
- transport przemysłowy
- logistyka transportu
- infrastruktura i ruch kolejowy
- eksploatacja pojazdów szynowych
- inżynieria ruchu
- nawigacja powietrzna (na studiach stacjonarnych)
- mechanika i eksploatacja lotnicza (na studiach stacjonarnych)
- systemy informatyczne transportu (na studiach II stopnia)
- sterowanie ruchem kolejowym (na studiach II stopnia)
- technologie transportowe (na studiach II stopnia).

Studenci transportu kolejowego mają zaś do wybory następujące specjalności:
- budowa i eksploatacja pojazdów szynowych
- inżynieria bezpieczeństwa w transporcie kolejowym
- projektowanie i utrzymanie infrastruktury transportu kolejowego